# Allianz Suisse Open Gstaad 2006
L'Allianz Suisse Open Gstaad 2006 è stato un torneo di tennis giocato sulla terra rossa. È stata la 92ª edizione dell'Allianz Suisse Open Gstaad,che fa parte della categoria International Series nell'ambito dell'ATP Tour 2006. Si è giocato al Roy Emerson Arena di Gstaad in Svizzera, dal 10 al 16 luglio 2006.

## Campioni

### Singolare
Richard Gasquet ha battuto in finale  Feliciano López, 7–6(4), 6(3)–7, 6–3, 6–3.

### Doppio
Jiří Novák /  Andrei Pavel hanno battuto in finale  Marco Chiudinelli /  Jean-Claude Scherrer, 6–3, 6–1.